# Condado de Collin
O Condado de Collin (em inglês:  Collin County) é um dos 254 condados do estado norte-americano do Texas. A sede e maior cidade do condado é McKinney. Foi criado em 1846.
O condado possui uma área de 2 295 km², dos quais 95 km² estão cobertos por água, uma população de 782 341 habitantes, e uma densidade populacional de 359,1 hab/km² (segundo o censo nacional de 2010).

## Crescimento populacional
| Crescimento populacional | Crescimento populacional | Crescimento populacional | Crescimento populacional |
| Censo                    | Pop.                     |                          | %±                       |
| ------------------------ | ------------------------ | ------------------------ | ------------------------ |
| 1850                     | 1 950                    |                          | —                        |
| 1860                     | 9 264                    |                          | 375,1%                   |
| 1870                     | 14 013                   |                          | 51,3%                    |
| 1880                     | 25 983                   |                          | 85,4%                    |
| 1890                     | 36 736                   |                          | 41,4%                    |
| 1900                     | 50 087                   |                          | 36,3%                    |
| 1910                     | 49 021                   |                          | −2,1%                    |
| 1920                     | 49 609                   |                          | 1,2%                     |
| 1930                     | 46 180                   |                          | −6,9%                    |
| 1940                     | 47 190                   |                          | 2,2%                     |
| 1950                     | 41 692                   |                          | −11,7%                   |
| 1960                     | 41 247                   |                          | −1,1%                    |
| 1970                     | 66 920                   |                          | 62,2%                    |
| 1980                     | 144 576                  |                          | 116,0%                   |
| 1990                     | 264 036                  |                          | 82,6%                    |
| 2000                     | 491 675                  |                          | 86,2%                    |
| 2010                     | 782 341                  |                          | 59,1%                    |
| Fonte: US Census         |                          |                          |                          |